# Джърки
Джърки (на английски: jerky) са парчета месо, сушени в специални условия. Джърки може да се използва като самостоятелен продукт и като ордьовър.

## История
Думата джърки е производна от думата в езика на индианците кечуа ch'arki, което означава „сушено, осолено месо“. Сушенето на месо е един от първите методи за запазване на храната за оцеляване. В Европа джърки става популярно след кампаниите на Наполеон.
Джърки е изключително популярен продукт в САЩ и Западна Европа. От 1996 г. е ползван като храна за астронавтите на НАСА заради ниско тегло и високо калорично ниво.
Най-близкият като рецепта български продукт е пастърма. В Африка джърки се нарича билтонг.
Джърки се произвеждат в съвременни фабрики в сушилни пещи с принудителна вентилация и въздушно сушене. Комбинацията от бързо движение на въздуха и слабо нагряване изсушава месото до необходимата влага за няколко часа. След това готовите джърки се опаковат. Преди пакетиране месото трябва да се пастьоризира в пещ при температура 90 градуса, за да се унищожат патогените и да се увеличи срокът на годност. Вкусът не се влошава. Допуска се опаковане във вакуумни торби и в торби с въздушен заместител с инертни газове. Дългосрочното излагане на месото на светлина и атмосферен въздух води до окисление на мазнините и гранясал мирис и вкус. Допустимо избиване на сол на повърхността на джърки.